# زهير نعيم
زهير نعيم مواليد 8 نونبر 1985 في اليوسفية، دكالة عبدة؛ هو لاعب كرة قدم مغربي يلعب لنادي المغرب التطواني كمهاجم.

## سيرته
خلال موسم 2012-13، تألق زهير نعيم مع نادي الرجاء الملالي، بتسجيله 5 أهداف. في يونيو 2013، انتقل إلى نادي المغرب التطواني، وفق صفقة بلغت 1.5 مليون درهم، لمدة ثلاث سنوات. خلال أول موسم له (2013-14)، أنهى مرحلة ذهاب الدوري كأحسن هداف بستة أهداف، و فائزا بلقب بطولة الخريف مع المغرب التطواني.

## إحصائياته
| المواسم | النادي          | عدد مرات الظهور | عدد الأهداف |
| ------- | --------------- | --------------- | ----------- |
| 2012-13 | رجاء بني ملال   | ؟؟              | 5           |
| 2013-14 | المغرب التطواني | 27              | 11          |
| 2014-15 | المغرب التطواني | 5               | 3           |

## وصلات خارجية
- زهير نعيم على موقع الاتحاد الدولي (مؤرشف)  (الإنجليزية)
- زهير نعيم على موقع قاعدة بيانات كرة القدم.إي يو (الإنجليزية)
- زهير نعيم على موقع AS.com (الإسبانية)

- صفحة اللاعب من موقع يوروسبورت عربية
- صفحة بيانات اللاعب من موقع كوورة